# 替罪羊

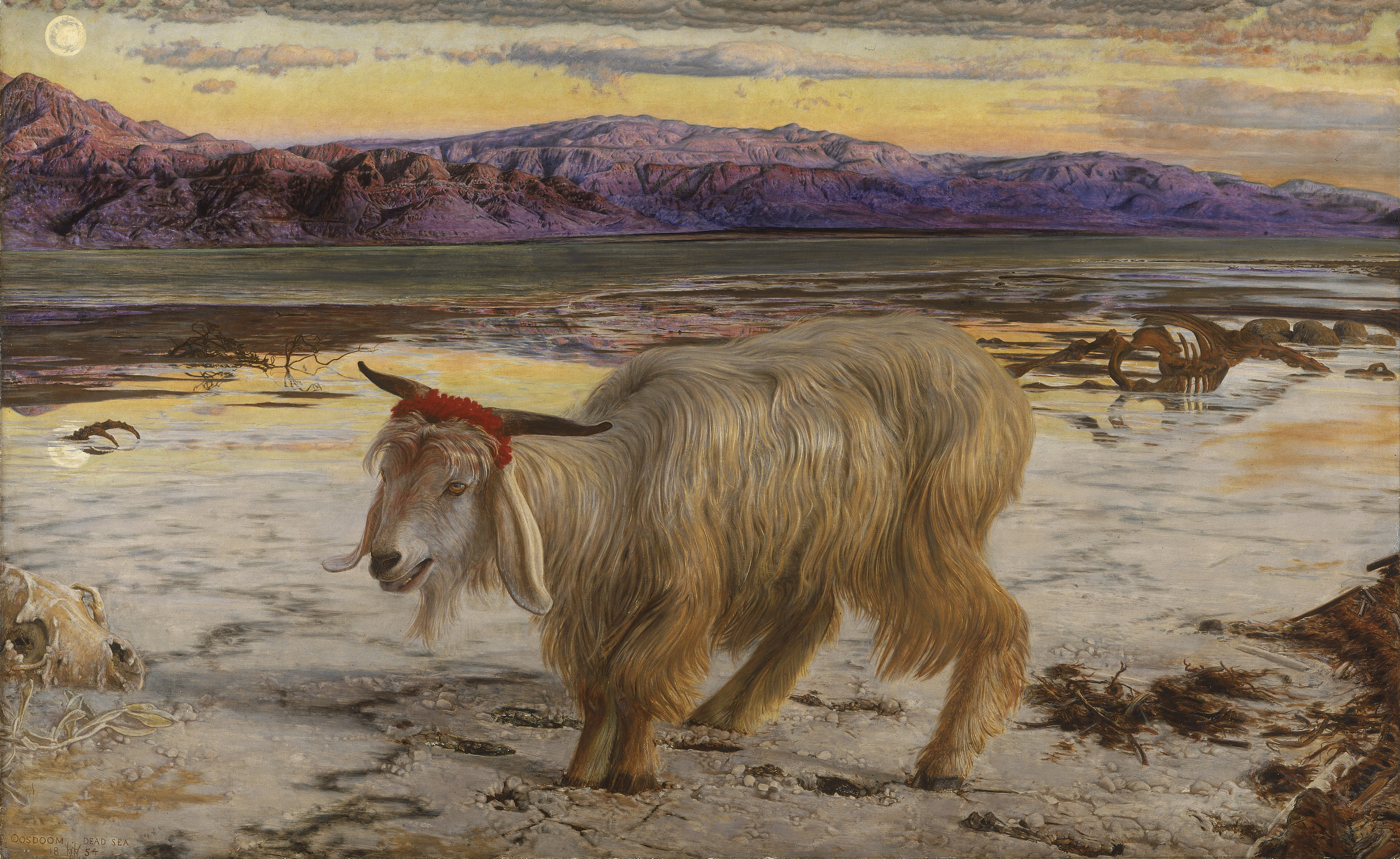
替罪羊 (油画)，由威廉·霍尔曼·亨特于1854年创作。

替罪羊，又稱代罪羊或代罪羔羊，在圣经中代指背负他人罪孽与污秽，被送至荒野的羔羊。这个故事始见于《利未记》第十六章，其中整个社区的罪恶都被加诸于一头山羊身上，而后这头代罪羊被放至沙漠。
亞倫為聖所、和會幕、並壇、獻完了贖罪祭、就要把那隻活着的公山羊奉上．兩手按在羊頭上、承認以色列人諸般的罪孽、過犯、就是他們一切的罪愆、把這罪都歸在羊的頭上、藉着所派之人的手、送到曠野去。要把這羊放在曠野．這羊要擔當他們一切的罪孽、帶到無人之地。——利未記 16:20-22
猶太教信徒於贖罪日時，按《聖經·利未記》記載的儀式將山羊獻作贖罪祭。古希腊和埃勃拉乡村地区亦有类似的习俗。替罪羊現普遍意指在某錯誤事件上，替代犯過者承受責任、受罪受罰的無辜人，即替罪者，而替罪者所作的行為，粵語則稱之為「食死貓」。

## 起源
有学者认为，设置替罪羊的习俗可追溯至公元前2400年左右的埃勃拉，后来流传到古代近东。

## 古犹太教习俗
古代犹太教的赎罪日仪式始于出埃及记的会幕时期，一直持续到耶路撒冷圣殿时。仪式时，大祭司会献祭一头公牛作为赎罪祭，用以补偿过去一年无意犯下的罪恶。随后，他将两头山羊置于会幕门前，抽签决定其中一头献祭给耶和华，另一头驱赶至旷野，推入陡峭山涧。人们将被宰杀的山羊的血带入圣所幔子后的至圣所，将其撒在施恩座上。在赎罪日后续仪式中，大祭司向上帝忏悔以色列人有意犯下的罪过，向其告知这些罪过已被置于另一只山羊头顶，这只被称为阿撒茲勒的替罪羊将会象征性地带走这些罪孽。

## 基督教观点

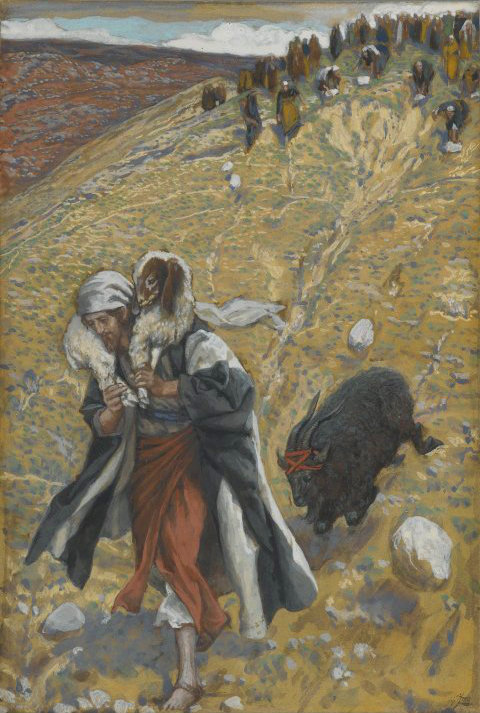
羔羊颂：替罪羊，詹姆斯·迪索所作，现藏于布鲁克林博物馆。

在基督教观点中，耶稣基督殉道于十字架，上帝因此宽恕了世人的罪恶。圣经里耶稣被处决事件十分符合赎罪仪式的特征，这其中包括大祭司主持的仪式，以及用于净化罪行的祭品羊和移除“罪的负担”的替罪羊。基督教徒相信，若罪者承认且忏悔自己曾犯下的罪行，并对耶稣本人及其牺牲抱有信念，那么他们的罪将会得到宽恕。赎罪仪式中两只羊的命运也预示了耶稣与巴拉巴的结局，两人由罗马长官本丢·彼拉多于耶路撒冷民众前公开审判。巴拉巴（这个名字在阿拉姆语意为“父亲之子”）是个强盗（背负罪恶），然而他最终被释放，无罪的耶稣（其亦为“父亲（神）之子”）却被罗马人钉死于十字架上。
由于第二只羊被引向死亡，因此“替罪羊”这一称呼在后来被用来描述那些因他人的行为而遭责备与惩罚的人。

## 政治与社会学观点
代罪羔羊理論是一種源由已久的政治理論，最早持代罪羔羊理論者認為，某些戰爭是由政府挑起的，目的是轉移民眾視線，并團結因互相仇視而陷於分裂的民眾。
在政治实践中，代罪羔羊是一種重要的宣傳技巧，例如在第一次世界大戰後，猶太人被納粹黨設定成德國經濟與政治瓦解的主要原因。
另一個例子是在古代中國，女人，尤其美女，被视为古代中國許多朝代土崩瓦解的主要原因，因此古代中國有“紅顏禍水”之說，而一些古書也不斷地流傳類似的說法，將一些朝代滅亡的原因歸結為女性。如杜預為《左傳》做的注裡提到說「夏以妺喜，殷以妲己，周以褒姒，三代所由亡也」；東漢的《吳越春秋》也引用伍子胥的話說「臣聞賢士國之寶，美女國之咎：夏亡以妹喜，殷亡以妲己，周亡以褒姒。」；《舊五代史》也提到說：「夏之興也以塗山，及其亡也以妹嬉；商之興也以簡狄，及其亡也以妲己；周之興也以文母，及其亡也以褒姒」。
当少数群体被视为替罪羊时，由于他们缺乏反抗的能力，因此对他们的破坏力将会更大。替罪羊的常见策略就是将某个团体中极少数个体的不道德行为，放大为整个团体的行为。

## 类似实践

### 古叙利亚
与圣经中的替罪羊仪式相似的概念也出现于公元前24世纪叙利亚沙漠古国埃勃拉的遗留文本中。在国王婚礼上，人们会进行净化仪式。一头戴有银链的雌羊被领至称为“Alini”的荒野，文本中的“我们”指代整个社区。在古代近东，这类将邪恶（而不是罪恶）附于动物载体，并将其驱逐的行为有众多实践。

### 古希腊
在古希腊，人们在紧要时期会进行类似赎罪仪式的实践，牺牲群体中的一或两个个体，以拯救整个社区。尽管人们会在不同时期以不同缘由实践这一行为，但一般只在紧要期间，例如饥荒、干旱或瘟疫时进行。替罪者一般是社会边缘人士，例如罪犯、奴隶、穷人，这些人被称为待罪者，或称katharma 、peripsima.。
然而，在古希腊神话与实际习俗中，用作替罪的角色可能非常不同。在神话里，一般是具有较高重要性的人物，例如国王或国王的儿子被当做替罪者，用以扭转即将到来的灾难。但在现实中，几乎没有国王会愿意牺牲自己或自己的儿子来完成这一仪式，因此实践中的替罪者一般是社会地位低下的人。人们在仪式前会为这些人提供特殊对待，例如提供良好的衣物和餐宴。
在古希腊，因节日或灾难种类不同，特殊仪式也有不同形式。例如在阿布德拉，被选中的穷人先是被招待以宴会，并环绕城墙一周，然后被人们用石头驱赶出城。而在馬薩利亞，替罪者先是被款待一整年，而后被驱逐出城，以期望阻止瘟疫蔓延。曾有古代文本注释认为待罪者会被杀害，但亦有许多学者反对这一说法，他们指出根据早期证据（希腊诗人希波纳克斯的诗句残篇）显示这些替罪者只是被殴打、石击，并驱离社区。

## 文学作品
在宗教观念和仪式中，替罪羊可以被视为社会驱逐的实际行动和象征，这也是狄米崔斯·莱尔科斯的三联剧《失落之痛 永丧主恩》（Poena Damni）的主题。在第一部作品《Z213:出口》（Z213: Exit）中，叙述者在一个反乌托邦环境中游荡，这与《利未记》（16:22）中替罪羊被放逐至荒野的场景相似。同时文本也提到了古希腊类似仪式中的待罪者。第二部《与桥上来客一同》（With the People from the Bridge）提及一对男女角色，他们类似圣经新约中格拉森镇的被附魔者，因被视为吸血鬼而从生者与死者的世界遭受驱逐。而在最后一部作品《初死/始》（The First Death）中，主角被困于一个凄凉荒岛，作为罪的化身被放逐到一个无法返回的地方。